# Anni 40 a.C.
Gli anni 40 a.C. sono il decennio che comprende gli anni dal 49 a.C. al 40 a.C. inclusi.

## Eventi, invenzioni e scoperte
- 44: Giulio Cesare viene assassinato fuori dal Senato, sotto la statua di Pompeo (con il quale aveva creato nel 60 il primo triumvirato insieme a Crasso e contro il quale aveva combattuto in seguito la guerra civile) dal figlio adottivo Bruto e da Cassio
- 46: introduzione in Calendario dell'Anno bisestile

## Nati
- Lucio Domizio Enobarbo, militare e politico romano († 25)48 a.C.
- Lucio Calpurnio Pisone, politico e militare romano († 32)47 a.C.
- 23 giugno - Tolomeo XV, sovrano egizio († 30 a.C.)46 a.C.
- Cornelia Scipione, nobildonna romana († 16 a.C.)45 a.C.
- Iullo Antonio, politico romano († 2 a.C.)43 a.C.
- 20 marzo - Publio Ovidio Nasone, poeta romano
- Iotapa, principessa e regina
- Publio Tutilio, militare romano († 29)42 a.C.
- 16 novembre - Tiberio, militare e imperatore romano († 37)
- Marco Claudio Marcello, politico e militare romano († 23 a.C.)40 a.C.
- Alessandro Elio, sovrano egizio
- Cleopatra VIII, sovrana egizia

## Morti
- Aristobulo II, re
- Alessandro Asmoneo, nobile ebreo antico
- Gaio Scribonio Curione, politico romano (n. 90 a.C.)
- Marco Licinio Crasso, politico e militare romano
- Marco Perperna, politico e generale romano
- Appio Claudio Pulcro, generale romano (n. 97 a.C.)
- Gaio Volteio Capitone, centurione romano

- 9 agosto - Gaio Crastino, centurione romano (n. 85 a.C.)
- 28 settembre - Gneo Pompeo Magno, militare e politico romano (n. 106 a.C.)
- Achilla, generale egizio
- Marco Celio Rufo, politico e oratore romano (n. 82 a.C.)
- Gneo Cornelio Lentulo Marcellino, politico e militare romano
- Lucio Domizio Enobarbo, politico e generale romano
- Gaia Afrania, oratrice romana
- Buru di Buyeo, re coreano (n. 86 a.C.)
- Publio Cornelio Lentulo Spintere, politico romano
- Lucio Cornelio Lentulo Crure, politico romano
- Marco Calpurnio Bibulo, politico romano
- Tito Annio Milone, politico romano
- Potino, funzionario egizio

- 27 marzo - Tolomeo XIII, sovrano egizio
- Gaio Licinio Calvo, poeta e oratore latino (n. 82 a.C.)
- Eufranore, militare
- Farnace II del Ponto, sovrano
- Aulo Gabinio, generale, politico e senatore romano
- Ganimede, militare egizio

- 12 aprile - Marco Porcio Catone Uticense, politico, militare e scrittore romano (n. 95 a.C.)
- 26 settembre - Vercingetorige, principe e condottiero gallo (n. 82 a.C.)
- Lucio Afranio, politico e generale romano
- Quinto Cecilio Metello Pio Scipione Nasica, senatore e militare romano
- Gaio Considio Longo, politico e militare romano
- Fausto Cornelio Silla, militare romano (n. 86 a.C.)
- Giuba I, sovrano (n. 85 a.C.)
- Sesto Giulio Cesare, politico romano
- Mitridate I del Bosforo, sovrano
- Lucio Nasidio, ammiraglio romano
- Marco Petreio, generale romano (n. 110 a.C.)

- 17 marzo - Tito Labieno, generale romano
- 12 aprile - Gneo Pompeo il Giovane, generale romano
- 31 dicembre - Quinto Fabio Massimo, militare e politico romano
- Publio Cornelio Silla, politico e generale romano
- Mamurra, politico romano
- Marco Claudio Marcello, senatore romano
- Publio Nigidio Figulo, filosofo, grammatico e astrologo romano
- Publio Attio Varo, politico e militare romano
- Tullia, nobildonna romana

- 15 marzo - Gaio Giulio Cesare, generale, politico e storico romano (n. 101 a.C.)
- 20 marzo - Gaio Elvio Cinna, poeta romano
- Antipatro di Tiro, filosofo greco antico
- Burebista, re dacico
- Publio Servilio Vatia Isaurico, politico e militare romano
- Publio Sittio, militare e mercenario romano
- Tolomeo XIV, sovrano egizio

- 14 aprile - Decimo Carfuleno, militare e politico romano
- 21 aprile - Aulo Irzio, militare, storico e politico romano
- 23 aprile - Gaio Vibio Pansa, politico romano
- 7 dicembre - Marco Tullio Cicerone, avvocato, politico e scrittore romano (n. 106 a.C.)
- Lucio Ponzio Aquila, politico romano
- Azia maggiore, romana (n. 85 a.C.)
- Lucio Giulio Cesare, politico romano (n. 110 a.C.)
- Quinto Tullio Cicerone, politico romano (n. 102 a.C.)
- Erode Antipatro
- Decimo Giunio Bruto Albino, politico e generale romano
- Decimo Laberio, drammaturgo romano (n. 106 a.C.)
- Gaio Licinio Verre, politico e militare romano
- Lucio Roscio Fabato, generale romano
- Lucio Minucio Basilo, militare e politico romano
- Quinto Pedio, militare e politico romano
- Publio Cornelio Dolabella, politico e militare romano
- Servio Sulpicio Rufo, oratore romano
- Servio Sulpicio Galba, politico e generale romano
- Gaio Trebonio, politico e militare romano

- 3 ottobre - Gaio Cassio Longino, politico romano
- 23 ottobre - Marco Giunio Bruto, politico, oratore e filosofo romano
- Gaio Antonio, politico romano (n. 82 a.C.)
- Marco Porcio Catone, politico romano
- Marco Livio Druso Claudiano, politico romano
- Pacuvio Antistio Labeone, giurista e politico romano
- Quinto Ortensio Ortalo, politico romano
- Porzia, nobildonna romana
- Publio Servilio Casca, romano
- Lucio Tillio Cimbro, politico romano

- 14 luglio - Psenptah III, nobile e sacerdote egizio (n. 90 a.C.)
- Arsinoe IV, regina egizia
- Deiotaro
- Serapione, funzionario egizio40 a.C.

- Asclepiade di Bitinia, medico greco antico (n. 129 a.C.)
- Gaio Claudio Marcello, politico romano (n. 88 a.C.)
- Cornificia, poetessa romana (n. 85 a.C.)
- Lucio Decidio Saxa, militare romano
- Tigellio, musicista e poeta romano
- Gaio Fuficio Fangone, militare romano
- Fasaele, sovrano
- Quinto Fufio Caleno, politico e militare romano
- Fulvia, nobildonna romana (n. 77 a.C.)
- Quinto Salvidieno Rufo Salvio, romano
- Tolomeo di Calcide, sovrano greco antico